# Loíza
Loíza es un municipio del Estado Libre Asociado de Puerto Rico localizado en la costa noreste de la Isla. Limita por el Sur con Canóvanas, al oeste con Carolina y al este con Río Grande y al norte con el océano Atlántico. El casco urbano del pueblo es también conocido como "Loíza Aldea".

## Historia
En 1692, Loíza recibía el nombramiento de partido urbano pues contaba con alrededor de cien casas y 1146 habitantes. Sin embargo, no fue hasta el año 1719 cuando el gobierno español reconoce su existencia declarándolo pueblo. Su fundador fue Gaspar de Arredondo. Uno de los últimos alcaldes que tuvo mientras Puerto Rico fue una provincia española de ultramar fue el funcionario de origen sanabrés Saturnino González Reguera.  
El 16 de agosto de 1970, bajo el gobierno del Luis A. Ferré el barrio Canóvanas es separado junto a otros sectores y se crea el municipio de Canóvanas. Loíza traslada su sede municipal que estaba en ese momento en el barrio Canóvanas a su lugar de origen conocido históricamente como Loíza Aldea.

## Geografía

### Barrios

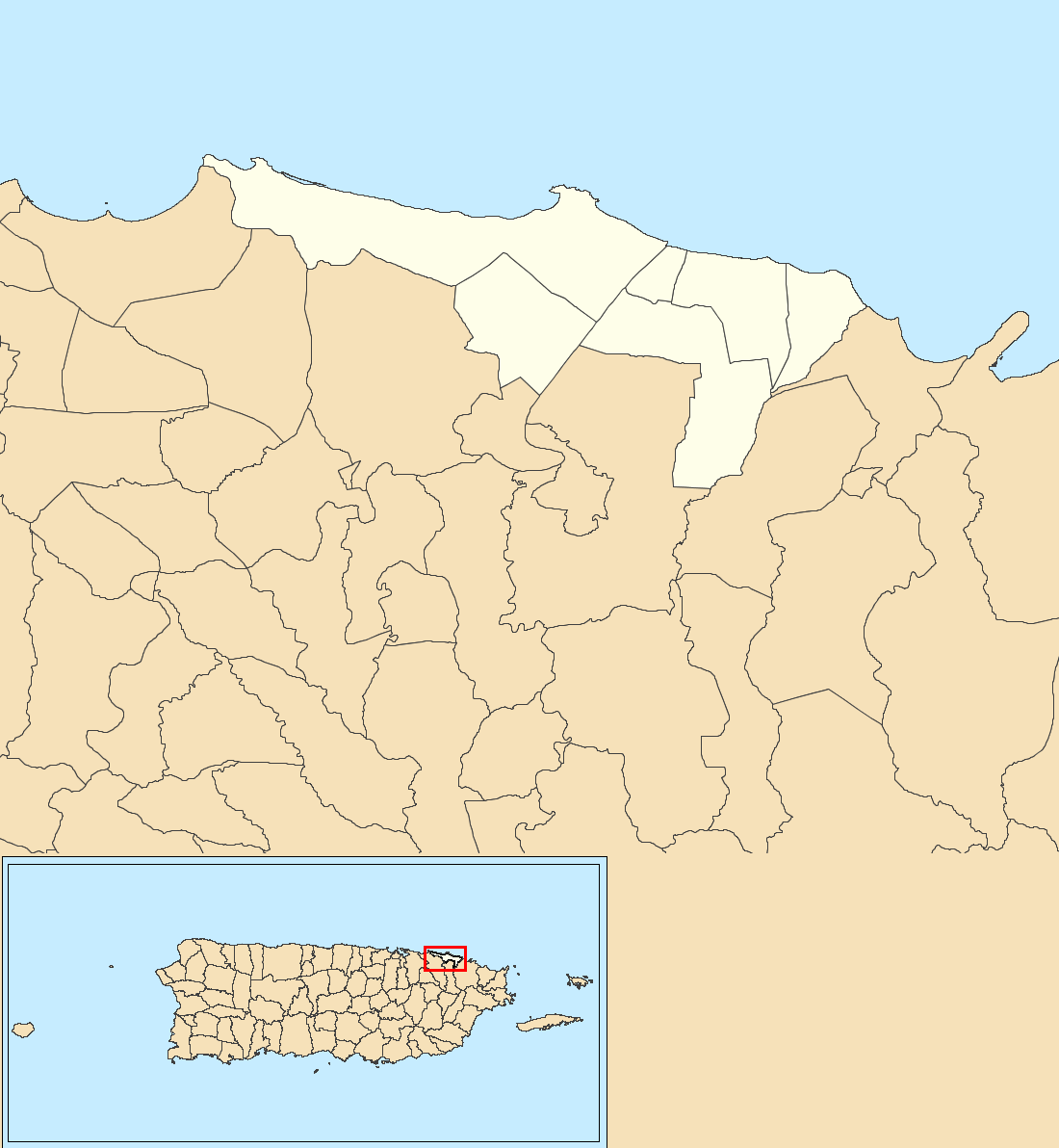
Subdivisions of Loíza.

Loíza se divide en 6 barrios:
1. Canóvanas
2. Loíza barrio-pueblo
3. Medianía Alta
4. Medianía Baja
5. Torrecilla Alta
6. Torrecilla Baja

## Demografía
Loíza cuenta con una población de 30 060 habitantes (Censo 2010). La mayoría de la población loiceña es descendiente de los negros africanos que fueron traídos a América en condición de esclavos. El municipio tiene 12 689 residencias (Censo 2010). El 64.3 % de la población son descendientes de africanos, el 26.5 % de blancos, 0.5 % de amerindios y el 0.1 % de "asiáticos". El 2.5 % se considera una mezcla de dos o más razas y el 6.1 % se considera "otra raza".

## Toponimia
El nombre de Loíza puede provenir de una cacica taína llamada Loíza o Yuisa, que gobernó el cacicazgo de Jaymanio, en los márgenes del río Cayniabón, actual río Grande de Loíza. 
Supuestamente, Loíza tomó el nombre de Luisa cuando fue bautizada, por ser el de su padrino, Luis de Añasco. Loíza se casó con el conquistador mulato Pedro Mejías, junto al cual murió en un ataque en el Caribe. En realidad, no existen pruebas de que el nombre de cristiana de Yuisa fuera Luisa, ni de su cacicazgo, ni de su matrimonio con Mejías. Más recientemente se ha señalado otro posible origen al nombre que nos ocupa: Íñigo López de Cervantes y Loayza, oidor de la Audiencia de La Española, poseyó grandes extensiones de terreno en esta región y disfrutó de mucho prestigio entre los gobernantes y los colonizadores de la época. Su segundo apellido pudo servir para bautizar este territorio.

## Gentilicio
El gentilicio de Loíza es loiceño/-a. Los cognomentos del municipio son: Capital de la Tradición, antes era Los Santeros y Los Cocoteros.

## Topografía
El municipio de Loíza está localizado en la latitud 18º 25' 23" Norte y la longitud 65º 52' 23" Oeste. Cuenta con un área de 169.90 km², de los cuales 50.17 km² son tierra y 119.73 km² son agua. 
Su relieve es uniformemente llano, puesto que no supera los 100 msnm (328 pies). Corresponde a la región geográfica denominada de los llanos costaneros del norte o de la costa atlántica.

## Hidrografía
Está regado por el Río Grande de Loíza y por el Río Herrera, que le sirve de límite con el municipio de Río Grande. Completan su sistema hidrográfico las lagunas de Piñones y La Torrecilla, esta última compartida con el municipio de Carolina, y grandes extensiones de suelos pantanosos.

## Industrias
Las principales industrias loiceñas son el turismo y la pesca. A pesar de su cercanía a la zona metropolitana de San Juan, Loíza es uno de los municipios más pobres del archipiélago puertorriqueño. También en Loíza se cultivan cocos, frutas y caña de azúcar.

## Símbolos

### Bandera
La bandera loiceña posee tres colores: rojo, dorado y verde, los cuales representan lo siguiente:
- Rojo y dorado - la herencia española, pues pertenecen a la bandera de España.
- Verde - la tradición de San Patricio en el municipio de Loíza.

Las tres franjas unidas por ondulaciones representan una geografía caracterizada por ser un pueblo de costa, además de tener el río más ancho y caudaloso de todo Puerto Rico. La silueta de un campanario en la primera franja representa la tradición religiosa y sirve también como símbolo de la Iglesia San Patricio como monumento histórico.

### Escudo
La figura ecuestre del Apóstol Santiago, dominante en el escudo, proclama la arraigada devoción al santo que profesan la mayoría de los loiceños, devoción que se manifiesta de manera especial en la celebración anual de las tradicionales fiestas del 25 de julio y días cercanos.  
Las llamas de fuego son emblema del Espíritu Santo, dador de los siete dones, titular de la antigua iglesia de Loíza. La faja ondeada representa al Río Grande de Loíza, notable en la geografía, historia y literatura de Puerto Rico. La corona a la antigua con su greca taína simboliza a la célebre cacica Yuisa, que en territorio de Loíza tuvo su morada y halló una trágica muerte. Los tréboles representan a San Patricio, Apóstol de Irlanda y patrón de la población.
Personajes Tradicionales:
- El Vejigante - El vejigante es uno de los personajes más típicos de las celebraciones de Santiago de Loíza. Sus caretas están realizadas  de coco. Al coco se le practican dos cortes de 45º en la parte posterior y se los ahueca. Se les talla un rostro grotesco en el que sobresalga la nariz y los labios. Los dientes se hacen de bambúa, y los cuernos se realizan con el mando del racimo de cocos.
- El Caballero - La figura del caballero representa a Santiago Apóstol, héroe católico en la lucha contra los moros, lleva una máscara hecha de tela metálica en la que se pintan las facciones del caballero español, que esconde por completo el rostro del que se disfraza.
- Los Viejos - Los personajes de los viejos representan a los vecinos de escasos recursos. Utilizan caretas de cartón, generalmente obtenido de cajas de zapatos, o de bolsas de papel. Este grupo está casi desaparecido.
- La Loca - Las locas son hombres vestidos de mujer que aparentan estar dementes; aunque no usan máscaras se pintan la cara a manera de disfraz, usan trajes llamativos y su busto es artificial. Algunos años atrás estas locas barrían los bateyes o los balcones de las casas y fingían cobrar por sus servicios.

## Eventos
- Fiestas Patronales en honor a san Patricio - marzo
- Fiestas Tradicionales en honor a Santiago Apóstol - julioLoíza tomó el nombre de Luisa cuando fue bautizada